# Crabbea nana
Crabbea nana är en akantusväxtart som först beskrevs av Christian Gottfried Daniel Nees von Esenbeck, och fick sitt nu gällande namn av Christian Gottfried Daniel Nees von Esenbeck. Crabbea nana ingår i släktet Crabbea och familjen akantusväxter. Inga underarter finns listade i Catalogue of Life.